# Такахасі Аяка
Аяка Такахасі (яп. 高橋 礼華, нар. 19 квітня 1990) — японська бадмінтоністка, олімпійська чемпіонка 2016 року.

## Виступи на Олімпіадах
| Олімпіада           | Дисципліна    | Місце |
| ------------------- | ------------- | ----- |
| Ріо-де-Жанейро 2016 | парний розряд | 1     |